# Downtempo Deathcore
Downtempo Deathcore sau Beatdown Deathcore este un subgen de Deathcore care incorporează elemente din Doom Metal, este practic un deathcore lent în care se creează o atmosferă unică.
Unele formații combină stilul cu Slam sau Brutal death metal.
Categorie:Muzică
1. ↑  „Downtempo Deathcore artists and listeners — Musicalyst” (în engleză). musicalyst.com.